# Stenoeme iheringi
Stenoeme iheringi là một loài bọ cánh cứng trong họ Cerambycidae.